# Dolores J. Schendel
Dolores Jean Schendel (* 1947 in Hamilton, Montana) ist eine US-amerikanische Immunologin. Sie ist bekannt für ihre Arbeiten zu T-Zell-basierten und personalisierten Formen der Krebsimmuntherapie.
Schendel erwarb 1969 am Macalester College einen Bachelor in Biologie und 1974 an der University of Wisconsin–Madison einen Ph.D. in Genetik. Als Postdoktorandin arbeitete sie in der Immunologie des University College London und am Sloan-Kettering Institute. Seit 1978 war sie Forschungsassistentin in der Immunologie der Ludwig-Maximilians-Universität München, wo sie sich 1986 habilitierte und im selben Jahr eine Professur für Immunologie erhielt.
Nach ihrer Emeritierung 1998 war Schendel bis 2013 Leiterin des Instituts für Molekulare Immunologie am Helmholtz Zentrum München. Anschließend gründete sie Trianta Immunotherapies. Seit deren Übernahme durch Medigene 2014 ist sie Forschungs-/Entwicklungsvorstand (CSO) des börsennotierten Biotechnologie-Unternehmens Medigene, seit 2016 auch Vorstandsvorsitzende (CEO).

## Auszeichnungen (Auswahl)
- 2002 Bundesverdienstkreuz
- 2016 Deutsche Krebshilfe Preis[2]
- 2018 Bayerischer Verdienstorden[3]